# 索波申
50°2′36″N 24°0′0″E / 50.04333°N 24.00000°E
索波申（烏克蘭語：Сопошин），是烏克蘭西部的村莊，隸屬利維夫州的利維夫區。該村始建於1482年，面積1.76平方公里，海拔高度150米，2011年人口1,482，人口密度每平方公里843.96人。